# La Grève-sur-Mignon
La Grève-sur-Mignon è un comune francese di 469 abitanti situato nel dipartimento della Charente Marittima nella regione della Nuova Aquitania.

## Società

### Evoluzione demografica
Abitanti censiti